# Artisans Angkor

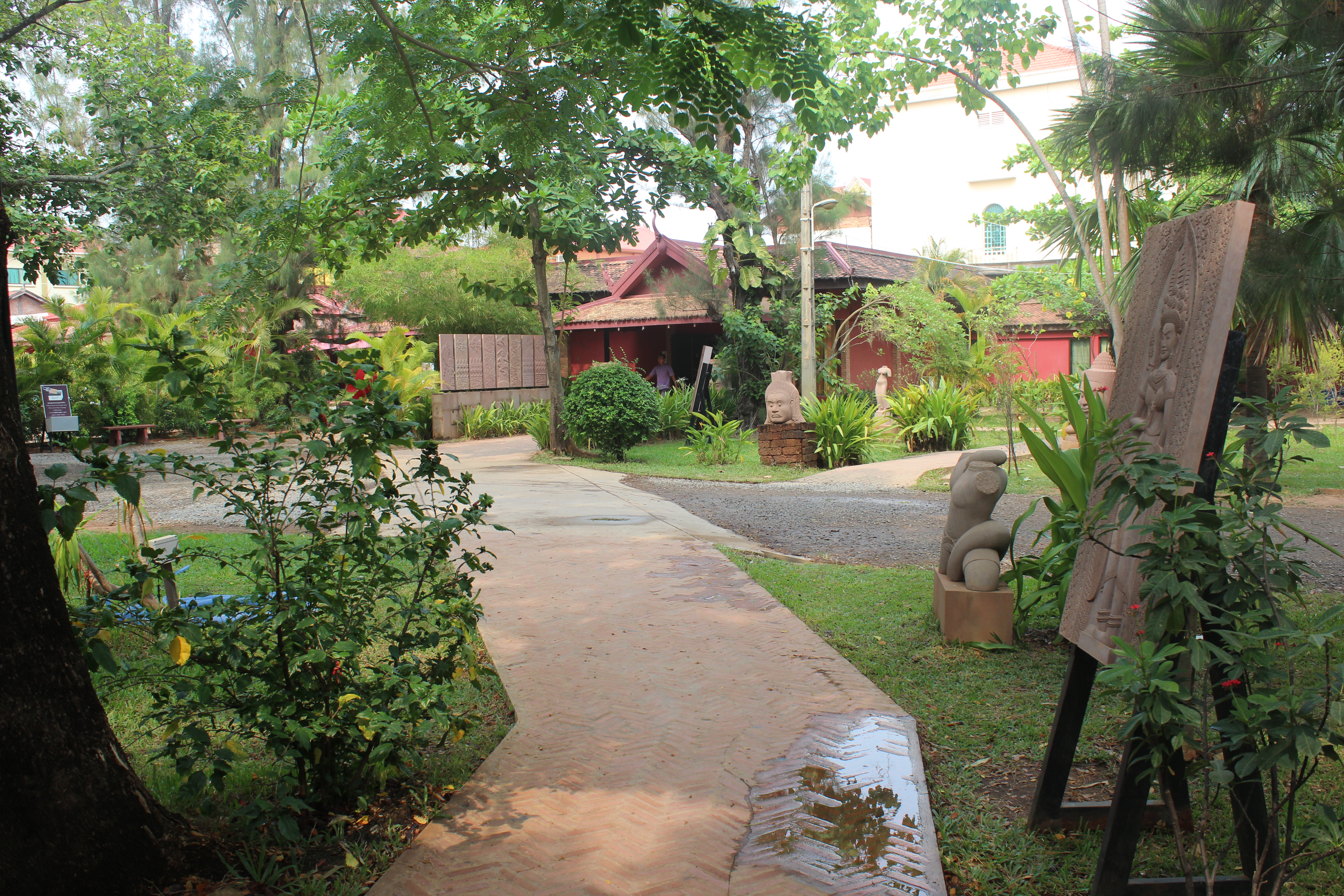
Zentrale von Artisans Angkor in Siem Reap

Artisans Angkor ist ein kambodschanisches soziales Unternehmen, das jungen Menschen in ländlichen Gebieten Arbeitsmöglichkeiten bietet, und dabei gleichzeitig dem traditionellen Handwerk der Khmer neues Leben einhaucht (Stein- und Holzschnitzerei, Figuren- und Seidenmalerei, Lackierung, Versilberung).
Die Organisation, die 1992 gegründet wurde, befindet sich in der Stung Thmey Straße am Old Market im Zentrum von Siem Reap in Kambodscha.
Zwei Standorte in Siem Reap sind öffentlich zugänglich: der eine hat sich auf Handwerk spezialisiert und befindet sich in der Stung Thmey Straße, der andere, der sich auf Seide spezialisiert hat, befindet sich auf der Angkor Seidenfarm im Bezirk Puok. Sieben Geschäfte, in denen handgemachte Gegenstände von Artisans Angkor verkauft werden, befinden sich im Zentrum von Siem Reap, auf der Angkor-Seidenfarm, im Angkor-Café gegenüber vom Angkor-Wat-Tempel, im Zentrum der Stadt Phnom Penh sowie im Siem Reap und dem Phnom Penh International Airport.

## Geschichte
Es handelt sich um ein halböffentliches Unternehmen, das 1992 mit dem Erziehungsprojekt „Les Chantiers-Ecoles de Formation Professionnelle“ (CEFP) des kambodschanischen Bildungsministeriums begann. Dieses Projekt hatte den Wiederaufbau des Landes nach der Kriegsperiode durch Ausbildung junger Menschen im Baugewerbe (Maurerarbeit, Klempnerei, Fliesenlegen, Malerei) zum Ziel. Daher entwickelte „Les Chantiers-Ecoles de Formation Professionnelle“ eine erzieherische Vorgehensweise um benachteiligten jungen Kambodschanern mit geringer Erziehung diese Fähigkeiten beizubringen.
In der Mitte der 1990er Jahre wurde dieses Training auf das traditionelle Handwerk der Khmer ausgeweitet, da jener wesentliche Teil des kulturellen Erbes der Khmer beinah verschwunden war. Am Ende der Ausbildung gab es für diese jungen Leute, welche im Baugewerbe ausgebildet worden waren, zahlreiche Beschäftigungsmöglichkeiten, doch da der Tourismus damals in Kambodscha noch nicht gut entwickelt war, war es im Handwerkssektor schwieriger einen Job zu finden.

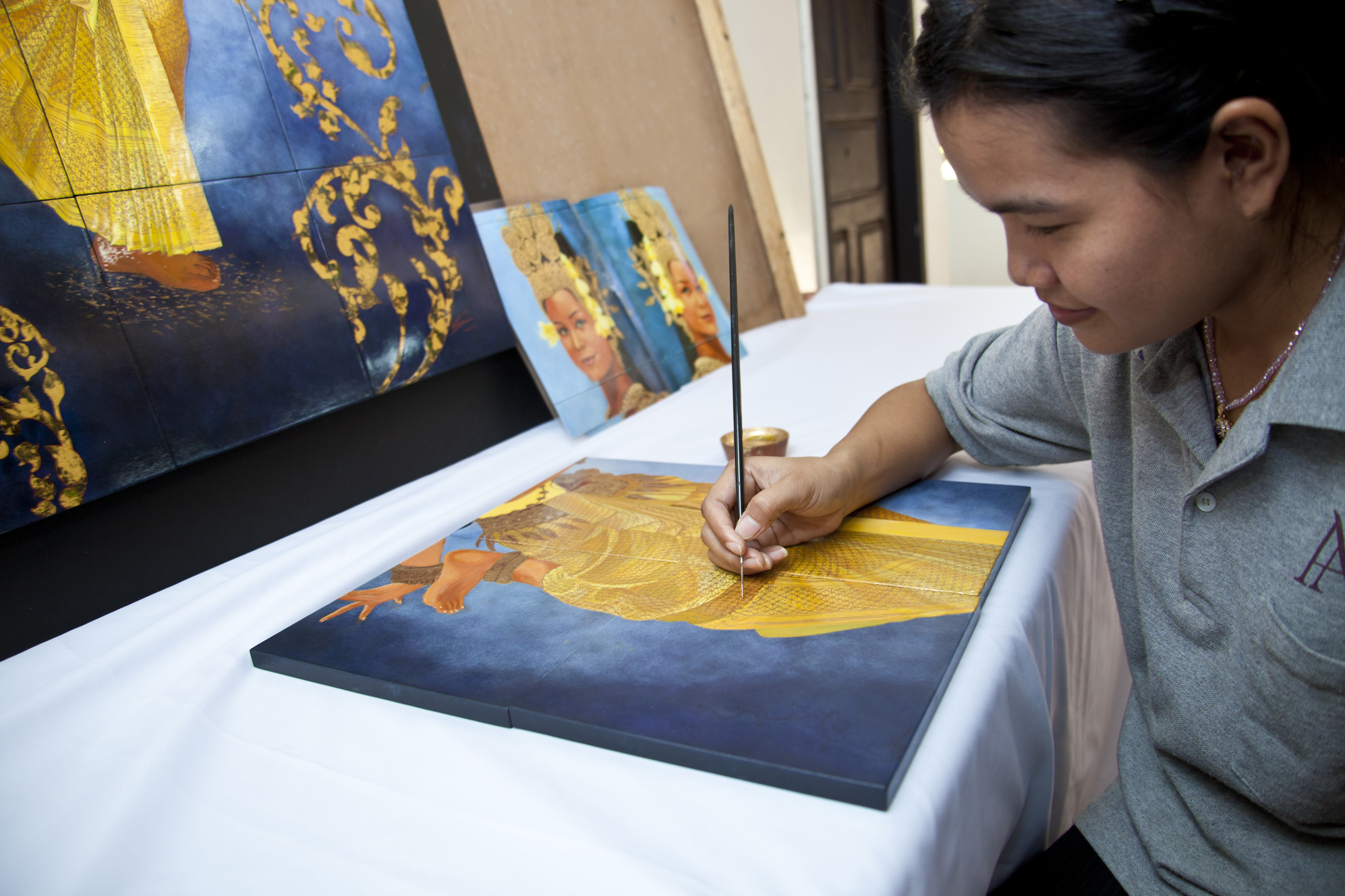
Eine Handwerkerin während der Lackierung bei Artisans Angkor

Das europäische Programm „REPLIC“ unterstützte zwischen 1998 und 2001 finanziell die Gründung eines Projekts mit dem Namen „Artisans Angkor“, das als Arbeitsstätte für die jungen Kambodschaner, die von CEFP im Handwerkssektor ausgebildet worden waren, dienen sollte. 2003 wurde Artisans Angkor mit der Unterstützung von der Agence Française de Développement (Französische Agentur für Entwicklung) ein unabhängiges, halböffentliches kambodschanisches Unternehmen. Der vom Unternehmen erwirtschaftete Gewinn wird vollständig in neue Trainingsprogramme oder die Gründung neuer Arbeitsstätten in der Provinz von Siem Reap wiederinvestiert.
Die Firma hat ihr eigenes Trainingsprogramm im Handwerkssektor entwickelt (unabhängig von CEFP) und bietet Kambodschanern von 18 bis 25 Jahren eine kostenlose Berufsausbildung in Stein- oder Holzschnitzerei, Lackierung oder Versilberung. An dem Training können junge Menschen, meist aus entfernten ländlichen Gebieten in der Nähe von den Workshops von Artisans Angkor, teilnehmen; sie müssen einige manuelle Tests und Motivationstests bestehen. Die Lehrzeit, während der die Auszubildenden ein Entgelt erhalten, dauert zwischen 6 und 9 Monate und am Ende dieser Ausbildung erhalten die Auszubildenden den Titel „Handwerker“. Auf Wunsch können sie dann Artisans Angkor beitreten, wo ihnen eine Beschäftigungsmöglichkeit garantiert wird.
2013 beschäftigt Artisans Angkor mehr als 1300 Menschen, von denen 900 Handwerker sind, die in 48 verschiedenen Workshops der Provinz Siem Reap arbeiten. Das Unternehmen bezahlt einen höheren Lohn als die Durchschnittslöhne im Sektor und bietet ihren Arbeitern eine Krankenversicherung sowie weitere Leistungen.

## Handgefertigte Seide

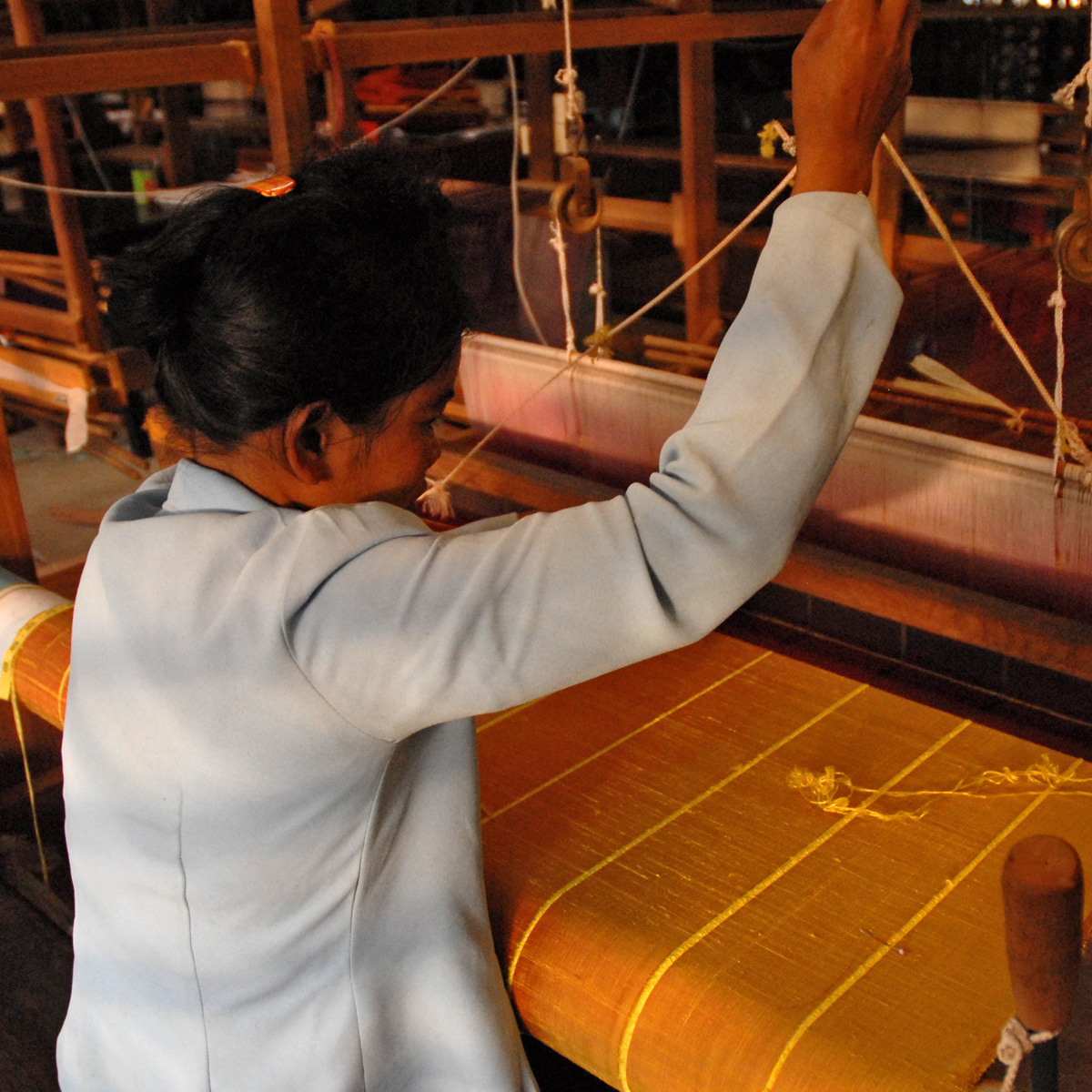
Eine kambodschanische Frau beim Weben von Seidenfäden auf traditionelle Art

Artisans Angkor ist bekannt als ausgezeichneter Seidenproduzent. Er verfügt über 23 Seiden-Workshops in der Provinz Siem Reap.
Der Standort der ⊙ Angkor Seidenfarm (auch „National Silk Centre“ genannt) im Bezirk Puok ist für touristische Besichtigungen zugänglich. Hier bildet eine Einheit des CEFP Seidenwebhandwerker aus. Dabei werden alte traditionelle Techniken, wiederbelebt, die einst angewandt wurden, als die Seidenproduktion, deren Anfänge in Kambodscha bis ins 13. Jahrhundert reichen, quasi ausschließlicher Beruf für die Frauen der ländlichen Dörfer war. Hergestellt wurde in der alten Technik des „Ikat“ unter anderem der sogenannte „Hol Lboeuk“, einer der berühmtesten kambodschanischen Stoffe.

## Traditionelles Handwerk

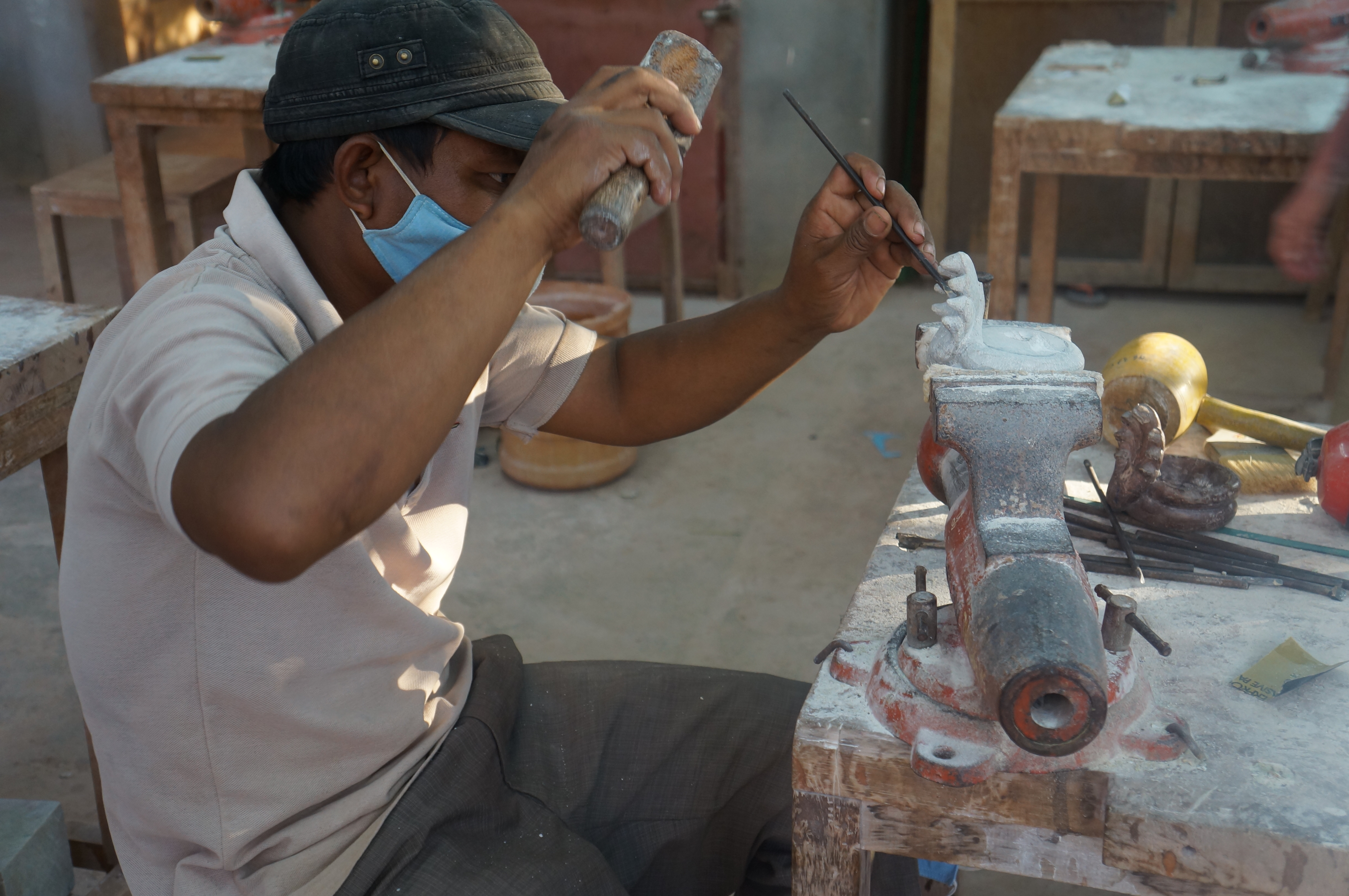
Handwerker beim Schnitzen einer Steinskulptur

Stein- und Holzschnitzerei sind die Fähigkeiten, die am berühmtesten in der Region von Siem Reap sind, da sie an die nahen Pagoden und Angkor Tempel mit ihren Flachrelief Schnitzereien erinnern. Die meisten Tempel in der Region von Angkor die während des 11. bis 12. Jahrhundert erbaut wurden verfügen über solche Schnitzereien. Die Statuen verbildlichen oft Charaktere der buddhistischen oder hinduistischen Mythologie wie Buddha, Shiva und Vishnu.
Die Handwerker von Artisans Angkor beherrschen auch den Mehrfarbendruck und die Lackierung, welche je nach Grundmaterial (Holz oder Stein) verschiedenen Prozesse folgen. Lackierware und mehrfarbige Produkte sind oft mit Bronze oder Blattgold überzogen.
Für die Seidenmalerei spannen die Handwerker die Seide auf einen Rahmen und zeichnen dann mithilfe von Pauspapier und einem Block die Motive gemäß der Vorlage auf die Seide. Schließlich werden die Farben händisch auf die Seide aufgetragen und die Arbeit mit einem Pinsel vollendet.
Versilberung war für einige Jahrhunderte praktisch aus Kambodscha verschwunden. In der Mitte der 2000er, beschloss Artisans Angkor seine Fähigkeiten auf dieses Handwerk auszuweiten. Um eine versilberte Schatulle herzustellen, gestalten die Handwerker die oberen und unteren Teile aus dickem Kupfer. Der obere Teil wird aus einer Grundmasse geschnitten und dann solange gehämmert, bis er das gewünschte Aussehen erlangt hat. Das Unterteil wird auf dieselbe Weise hergestellt. Die beiden Teile müssen perfekt aufeinander passen, um eine Schatulle zu ergeben, die danach geschnitzt und dekoriert wird. Zum Schluss wird der Gegenstand in ein Silberbad getaucht, wodurch er seinen Glanz und sein silbriges Aussehen erhält.

## Restaurierung der historischen Stätten von Angkor

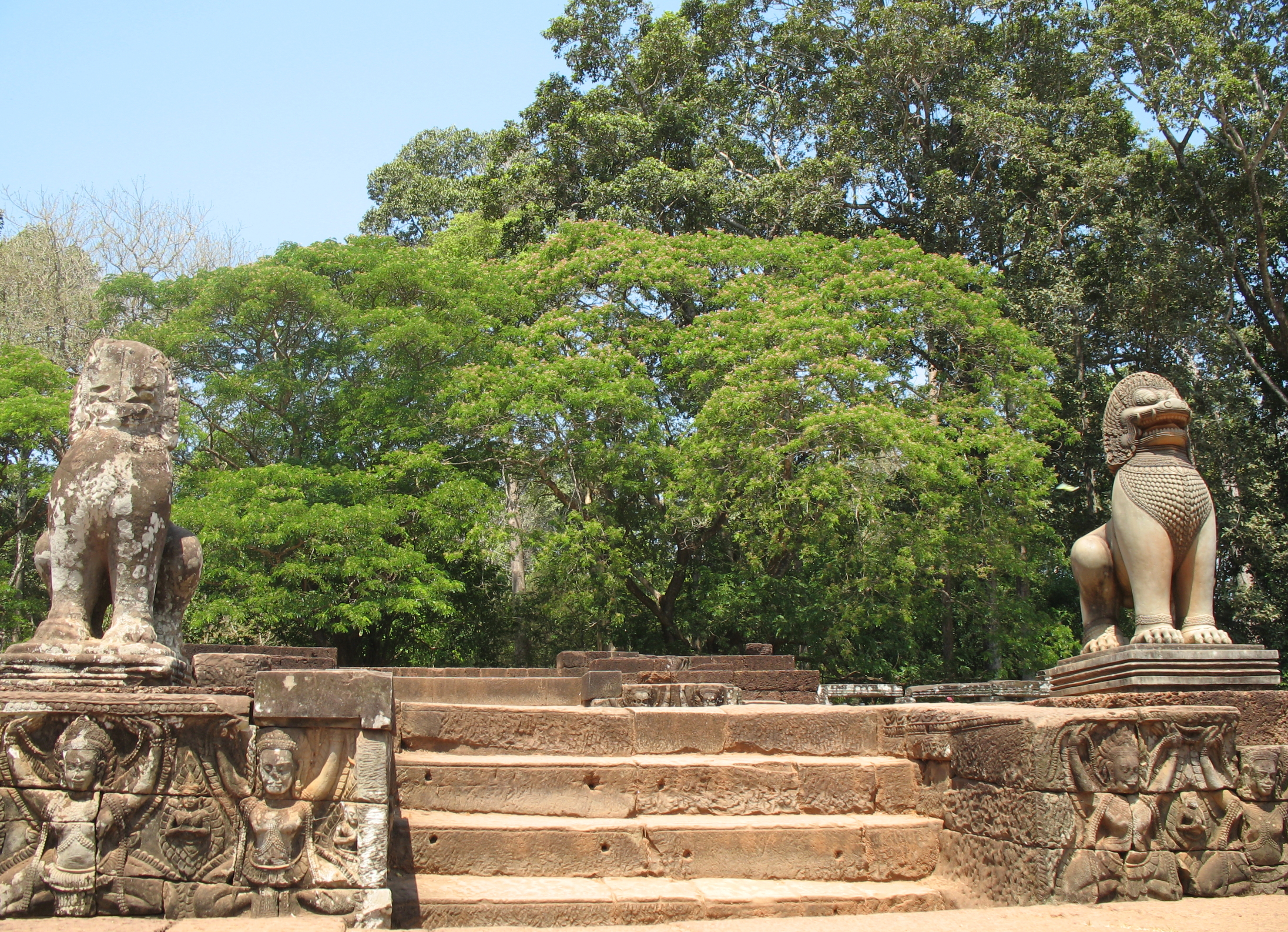
Zwei Wächterlöwen auf der Terrasse der Elefanten in Angkor Thom, der rechte wurde von Handwerkern von Artisans Angkor hergestellt.

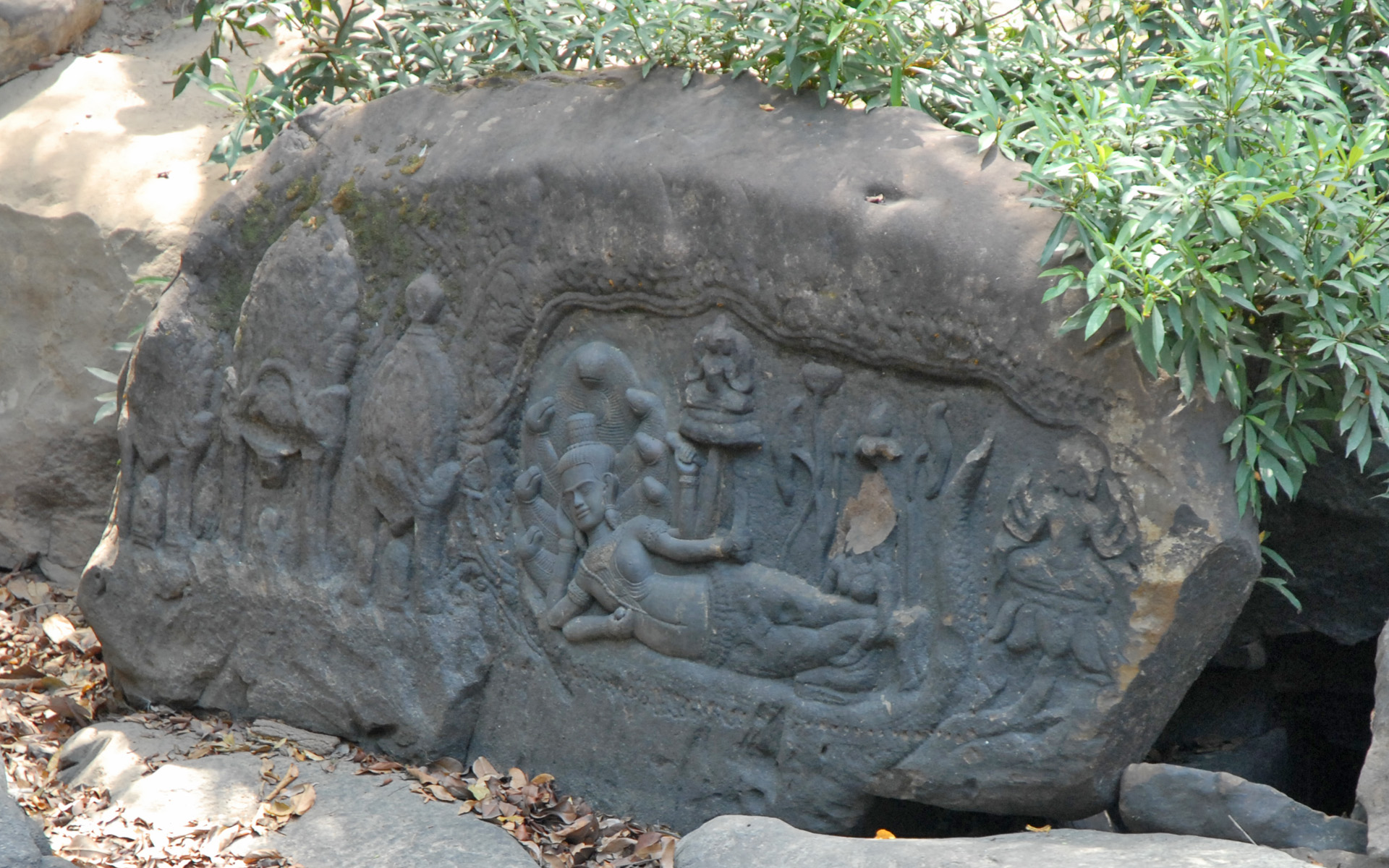
Kbal Spean restauriert von Artisans Angkor

Die Behörden für den Schutz und das Management von Angkor und der Region von Siem Reap (auch „APSARA Authority“ genannt) beauftragten Artisans Angkor mit der Restaurierung verschiedener historischer Stätten von Angkor unter der Aufsicht von Archäologen.

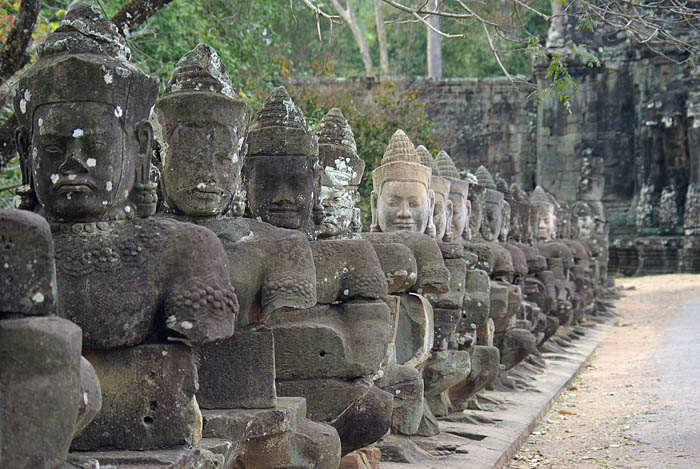
Die Götter am Südtor von Angkor Thom

Talentierte Handwerker mussten einige fehlende Teile des geschnitzten Flachreliefs von Kbal Spean reproduzieren, sowie die berühmten Köpfe von Devas (Götter) und Asuras (Dämonen) die sich am Eingang vom Südtor von Angkor Thom befinden. Es handelt sich dabei um wichtige Figuren der beliebten Legende des Quirlen des Milchozeans. Artisans Angkor hat auch drei Sandsteinlöwen auf der Terrasse der Elefanten in Angkor Thom reproduziert und errichtet.
Diese Arbeit trägt zur Erhaltung des Standorts des Welterbes von Angkor bei, der von einer steigenden Anzahl von Touristen besucht wird – rund eine Million pro Jahr. Dieser Massentourismus stellt eine Bedrohung für die Fundamente der Tempel dar und die Wiederherstellung einiger Teile des Standortes ist eine Möglichkeit, die ursprünglichen Teile zu erhalten.

## UNESCO-Auszeichnungen
Der Verein hat einige Auszeichnungen für besondere handwerkliche Fähigkeiten in Süd- und Südostasien gewonnen, die von der UNESCO als Zeichen der Anerkennung verliehen werden und welche amtlich bescheinigen, dass einzelne oder eine Serie von Handwerksprodukten „sehr hohen Qualitätsstandards entsprechen, innovativ und kulturell authentisch sind, sowie sozial und ökologisch verantwortungsvoll produziert werden“.
2005 wurden dem von Artisans Angkor hergestelltem Deluxe Chorebap Scarf und der Salatschüssel Josa das UNESCO-AHPADA (Asean Handicraft Promotion and Development Association) Seals of Excellence verliehen.
2006 wurde das UNESCO Seal of Excellence for handicrafts (südostasiatisches Programm) an den Silk Sunset Shawl und die hölzerne Natural plate von Artisans Angkor verliehen.
2008 zeichnete das Expertengremium der UNESCO zwei von Artisans Angkors Produkten, den hölzernen Candle Holder und den Krama PicnicTray, mit dem „Seal of Excellence for Handicrafts“ aus.
Kürzlich wurden 2012 zwei neue handgemachte Seidenkreationen von Artisans Angkor ausgezeichnet: der Elephant sowie der Jungle Chic Kissenbezug.
Einige Monate davor, im August 2012, wurde Artisans Angkor Mitglied des World Crafts Council, einer Nichtregierungsorganisation. Daneben trat sie auch anderen Handwerksorganisationen bei, um Handwerkstraditionen und -vermächtnisse weltweit zu fördern und zu unterstützen.